# Заневский парк

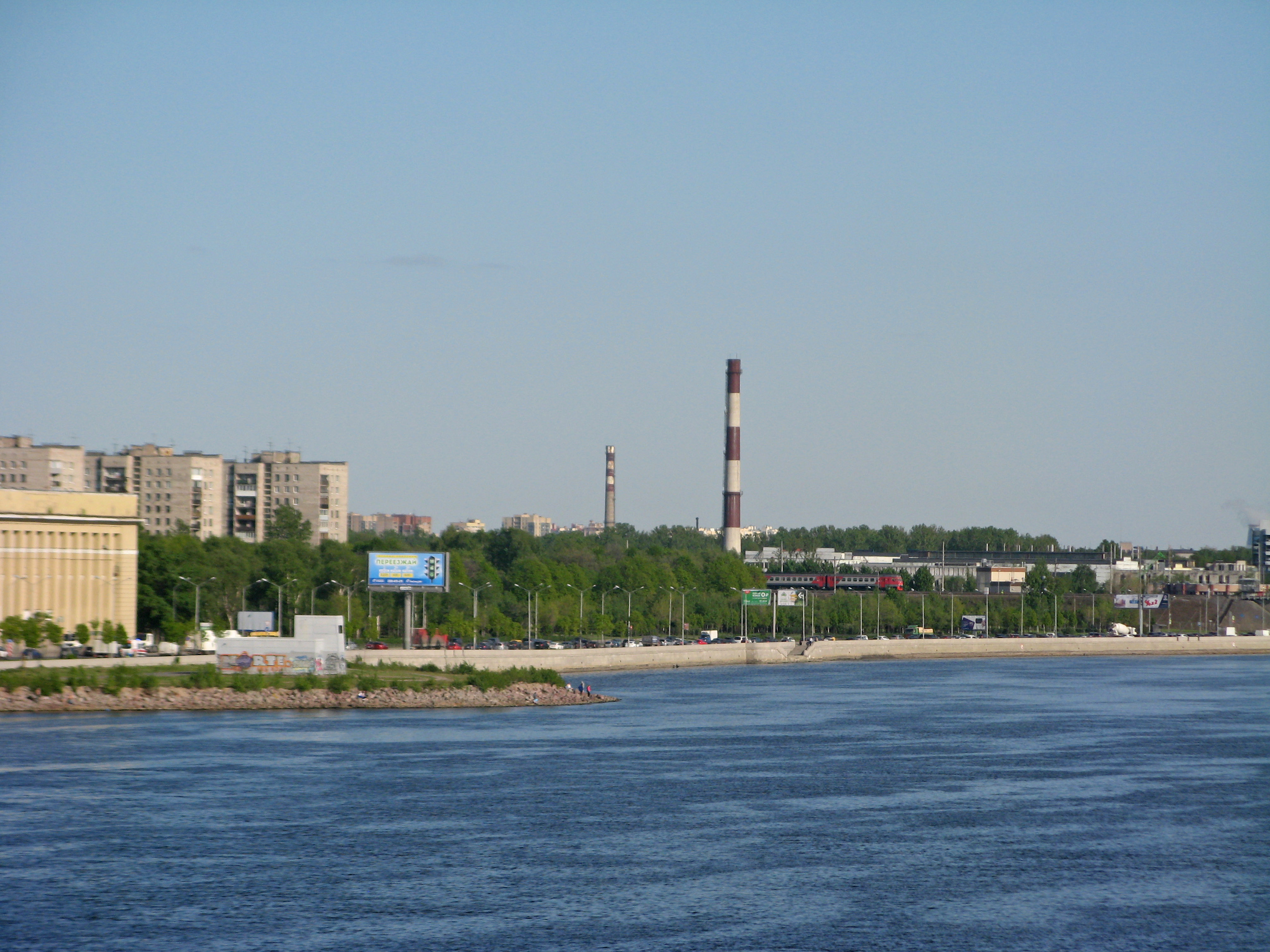
Вид на парк с Синопской набережной

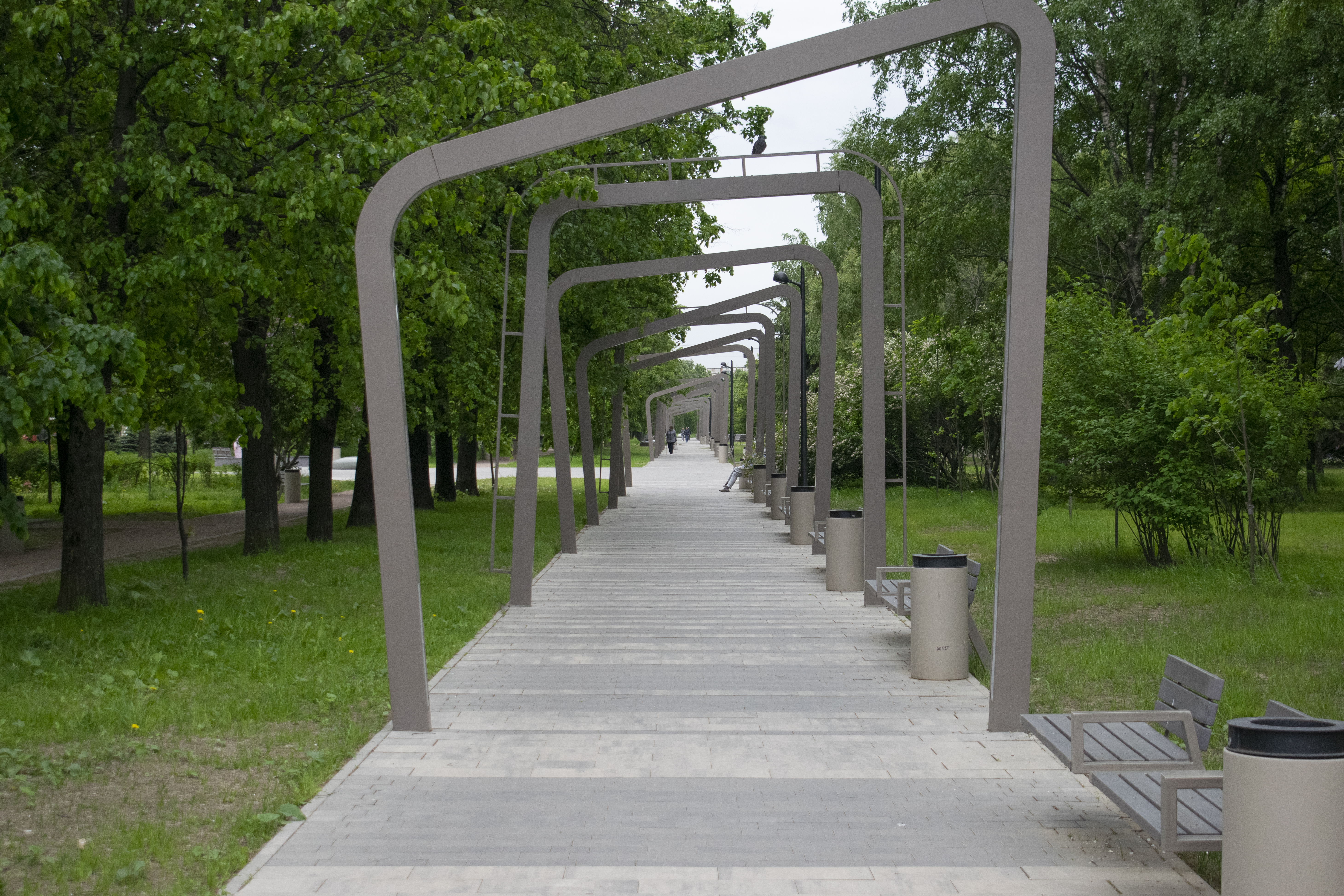
Аллея в парке после реконструкции 2022 года

Зане́вский парк — парк на правом берегу Невы в Красногвардейском районе Санкт-Петербурга. Расположен между улицей Громова, Гранитной улицей и Малоохтинским проспектом и территорией Гидрометеорологического университета. Площадь — 7,4 га.
Парк создан в середине 1960-х годах по проекту архитектора О. Н. Башинского. Название Заневский парк известно с 1973 года.
Во второй половине 2000-х прошла реконструкция Малоохтинского проспекта: его трассу спрямили, после чего часть старой трассы фактически стала частью Заневского парка (юридически она в состав парка как объекта зеленых насаждений общего пользования не включена).
В 2021—2022 годах прошло переустройство Заневского парка. Основная планировочная структура сохранилась, но парк был насыщен малыми архитектурными формами. Так, на круглой площадке в северной части создали круглый навес. Поскольку у Заневского парка есть второе, неофициальное название — парк Терешковой, при проектировании благоустройства парка поэтому выбрана тема космоса.